# L'Île Rousse
L’Île-Rousse (korsikansk: L'Isola Rossa) er en kommune i departementet Haute-Corse på Korsika. Byen er – efter Calvi – det næststørste, byområde i Balagne, Korsikas nordvestlige del.
Modsat øens andre større kystbyer (Calvi, Saint-Florent, Bastia, Porto-Vecchio, Bonifacio og Ajaccio), som alle blev grundlagt i Middelalderen af republikken Genova, blev l'Île-Rousse grundlagt i 1758 under den korsikanske uafhængighed af Pasquale Paoli, som ønskede at hæmme nabobyen Calvis rigdom, da den var under genovesisk kontrol.

## Geografi

### Placering
L’Île-Rousse er en kystby i Balagne og centrum for abbediet Aregnu, og den var underlagt den franske, militære administration i anden halvdel af det 18. århundrede, men senere er den blevet hovedbyen for kantonen l'Île-Rousse. Byens indbyggere kaldes Île-Roussiens (eller Isolani) på fransk, Lisulani på korsikansk.

### Geologi og topografi

#### Byområdet
Byens areal har ringe udstrækning på 2,5 km² og strækker sig i en radius af cirka 1 kilometer rundt om det bebyggede område. Dermed er den indesluttet mellem kommunerne Corbara mod vest, Santa-Reparata-di-Balagna mod syd og Monticello mod øst. Det betyder, at byen kun har 200 meter fra sin østligste grænse til stranden ved Marinella.
Byens kystlinje mod Middelhavet brydes på midten af et par små klippeøer, som består af rød porfyr, hvad der har givet byen dens navn. Kysten består mod vest af stejle klipper og mod øst af Marinellastranden med rent hvidt sand og klart vand.
Vest for Marinella, som grænser op til bymidten, udmunder det lille vandløb Padula, som har sin kilde neden for det gamle Palmento-kloster (i Santa-Reparata-di-Balagna), hvor det kaldes Giovaggio.
Det lille øhav nord for kommunen bestod oprindeligt af otte småøer:
- Saletta: Den første, lille ø, som forbinder småøerne med hovedøen ligesom en bro.
- E Trè Petre: Tre store klipper midt i området, som forbinder Saletta med Isula Grande, hvor man har bygget molen.
- Île de la Pietra (Isula Grande): Den største af de små øer, hvor man finder stedet A Petra.
- Isola di u Brocciu (Rucciu): En lille ø øst for fyrtårnet over for vigen Funtanaccia.
- Isula Piana: En lille flad ø ved siden af Rucciu.
- Brocettu (Ruccettu): Den mindste af de små øer. Ligger vest for fyrtårnet.[4]

#### Øen Pietra
Øen Pietra er den største af småøerne. I La Chronique af Anton Pietro Filippini fra 1566 blev den kaldt Monticello. 
| Citat | [...] ankom til øen Monticello i Balagne nogle tyrkiske galioter, hvor fangen Giovan Agnolo de la Campana som allerede nævnt befandt sig, han der var blevet forvist fra øen af Cristoforo Fornari [...] | Citat |
| I Bulletin de la Société des Sciences Historiques et Naturelles de la Corse, Histoire de la Corse Tome III, 1890 – side 212. | |       |

Der er to befæstede Tårne på Pietra: Fyrtårnet og ruinen af det genovesiske tårn. Øen er i dag forbundet med hovedøen via havnevejen, sådan at den er blevet til en halvø. Den skærmer mod de fremherskende vinde fra vest og skaber på den vis et beskyttet sted, hvor man har bygget L'Île Rousses havn.
På denne ø gennemførtes arkæologiske udgravninger under ledelse af Michel-Claude Weiss i årene 1983-1985 og igen mellem 2003 og 2006.

### Kommunikations- og trafiklinjer

#### Vejforbindelser
Kommunen gennemskæres af den nationale hovedvej, RN 197, som forbinder Calvi og Balagne med Korsikas indre dele. Der er 15 kilometer mellem L'Île-Rousse og Calvi mod sydvest. Afstanden til Ponte-Leccia i sydøst er 40 kilometer, mens der er 44 kilometer til Saint-Florent i øst.
L'Île-Rousse er forbundet med Santa-Reparata-di-Balagna via D13, og med Monticello via D63, to veje, som udmunder i D71, der kaldes ”Balagnes højtliggende kystvej”, da det er den, som forbinder ”de hængende landsbyer”.

#### Jernbaneforbindelser
Byen ligger på den korsikanske jernbanelinje mellem Ponte-Leccia og Calvi. Inden for kommunens grænse er der en jernbanestation i selve byen og et trinbræt ved standen Marinella. Banen er et led i U trinighellu, ”strandbanen”, den særlige linje, som i sommertiden betjener rækken af strande mellem Calvi og L'Île-Rousse .

#### Færgeruter
Havnen i L'Île-Rousse er den tredjestørste på Korsika, både regnet efter mængden af gods og antallet af passagerer. Byen har forbindelse med det kontinentale Frankrig via ruter, der drives af tre færgeselskaber: SNCM, CMN og Corsica Ferries, der sejler tilMarseille, Toulon og Nice. Dertil kommer en lejlighedsvis forbindelse til den italienske by Savona.
Departementets havn i L'Île-Rousse er den eneste på Korsika, som kan modtage sprængfarligt gods.

## Byhistorie
I den gamle by, grundlagt af Pasquale Paoli, ”fædrelandets far”, strækker de brolagte gader sig som efter en snor i retningen nord-syd. Den ældste del af byen ligger mellem på den ene side fragthavnens kajer, som dækker tre af de otte småøer, fiskerihavnen og broerne, som forbinder havneområdet med kysten, og på den anden side torvepladsen med de 21 søjler, befæstningerne og de gamle huse, der voksede op mellem 1765 og midten af 1800-tallet.
Det første egentlige beboelseshus blev opført i 1766, og de første beboere kom fra nabolandsbyerne og fra Kap Korsika, men der var også franskmænd og italienere mellem dem. Visse bemærkelsesværdige huse har indvendige, florentinske trapper.
Undfangelseskapellet, en kirke, der blev bygget som noget af det første i 1740, og som blev ødelagt i 1936, har givet navn til ”Rue Notre-Dame”. Indtil 1860 var den sognekirke, og den blev senere brugt som kapel, beregnet for fiskerne, indtil den blev taget ud af drift. Efter at kommunen havde solgt bygningen til forsvarsministeriet, blev den brugt som kul- og brændelager, men blev senere overdraget til flådeministeriet, der skulle bruge den som overnatningssted for søfolk. Til slut blev den nedrevet, for at man kunne udvide avenuen ved stationen. Kirken var indviet til Barmhjertighedens nådige frue og lå ved siden af franciskanernes kloster. Kirken for den ubesmittede undfangelse, der er sognekirke i l'Île-Rousse, ligger vest for den store plads midt i byen. På pladsen vokser bemærkelsesværdige daddelpalmer (fra 1890). Her kan man nyde skyggen og spille petanque om sommeren.
Den nye del af byen fortsætter den gamle del fra Paolipladsen, der skygges af de mere end hundrede år gamle plataner, og hvor køligheden gør godt om sommeren. I midten af den gamle bydel har de besøgende mulighed for at slentre på de gamle brolægninger, der er genoprettet i et vist omfang langs gader med historiske navne: Pasquale Paoli, Napoleon, brødrene Arena, Louis-Philippe, Agilla.
L'Île Rousse er en by for sig i Korsikas historie: Den blev grundlagt af Pasquale Paoli, mens Korsika var et selvstændigt kongerige, men efter 1815 forsynede byrådet den med et våbenskjold, der bærer de kongetros franske lilje. Senere blev den styret gennem et halvt århundrede af Napoleontro rådsmedlemmer. Disse modsigelser skaber et tiltrækkende og overraskende sted for turisterne, som kommer hvert år og sætter sig under platanerne på dens bemærkelsesværdige, centrale plads.

## Historie
I det 1900-tallet fik det fascistiske Italiens besættelse den korsikanske modstand til at organisere sig. Det lykkedes de første medlemmer af den hemmelige organisation Mission secrète Pearl Harbour (Toussaint og Pierre Griffi, Laurent Preziosi og Roger de Saule) at koordinere netværket i Balagne. De var ankommet den 14. december 1942 med undervandsbåd til bugten ved Topiti.
- 1954 – Kantonen L'Île-Rousse dannes af kommunerne Corbara, L'Île-Rousse, Monticello, Pigna, Sant’Antonino og Santa-Reparata-di-Balagna.
- 1975 – Departementet Haute-Corse opstår ved en deling af det tidligere departement Corse.

## Bynavnet
På korsikansk kaldes kommunen Lìsula.

## Borgmestre i det 20. århundrede
- 1896-1904: Dominique Gavini.
- 1904-1907: Sébastien Mattei.
- 1908-1908: Antoine François Laurenti.
- 1908-1925: François Valery.
- 1925-1941: Charles Marie Savelli.
- 1941-1943: Pascal Mondielli.
- 1943-1944: Georges Orgnon.
- 1945-1947: Jean-Pierre Ferrali.
- 1947-1965: Jacques Ambrogi.
- 1965-1971: Jean Fioravante.
- 1971-2001: Pierre Pasquini fra RPR.
- 2001-2003: François Ferrandini.
- 2003-2020: Jean Joseph Allegrini-Simonetti fra UMP.

## Kulturelle begivenheder og fester
- Byens kulturcentrum, U Spaziu, organiserer konferencer i årets løb, hvor specialister inden for økonomi, historie og sociologi debatterer, og hvor der også er plads til kunstnere (udstillinger og præsentationer) og til kulturelle foreninger (kurser i korsikansk, qi gong…)
- 2. februar: Festen for Santa Agata, de korsikanske fiskeres skytshelgen.
- 2. juni: Festen for Sankt Erasmus, søfolkenes skytshelgen.
- 24. juni: Sankthansbål på Place Paoli.
- 14. juli: Fyrværkeri på Bastille-dagen.
- Slutningen af september-begyndelsen af oktober: markedet i L'Île Rousse på Place Pasquale Paoli.
- Festkomiteen, "L'Isula in Festa", arrangerer talrige gratis koncerter og opførelser.[11]

## Steder og monumenter

### Pietra-fyrtårnet
Fyrtårnet på Pietra, L'Île-Rousses fyrtårn, har været i brug siden 1857. I dag er det fuldautomatisk og får strøm fra solceller.

### Det overdækkede torv
Torvepladsen bygget i 1844-1846 fik sine oprindelige farver tilbage i 2011 og har siden 1993 været klassificeret som nationalt monument.

### Haven ved hotellet ”Napoléon Bonaparte”
Haven ved hotellet ”Napoléon Bonaparte” – med adresse på Place Paoli – er privat ejendom, men optaget på listen over nationale monumenter.

### Vagttårnet ved L'Île-Rousse
Tårnet kaldes også det genovesiske tårn på la Pietra, den største af de små klippeøer af rød porfyr ud for L'Île-Rousse. Tårnet er i god forfatning og kan nås ad vejen til fyrtårnet på Pietra, men kun for personer med særlig tilladelse. Det regnes for at være byens symbol.

### Scalo-tårnet
Scalo-tårnet (Korsikansk: Scalu = ”trappe”), hvis navn her betyder ankomst eller afsejling, står på den nuværende rådhusplads. Det blev restaureret i 2012, men er bygget i 1600-tallet, da det blev kaldt Tour des Fabiani. Familien Fabiani var en af de førende familier i sognet Santa-Reparata-di-Balagna og var ejere af stedet, hvor de havde lagerbygninger og butikker i perioden under Genova og frem til Paquale Paolis opbygning af havnen ved L'Île-Rousse. Tårnet skulle sandsynligvis beskytte deres ejendomme. Det blev også brugt som lager for det salt, der ankom fra de provençalske inddampningssteder. Saltet gjorde det muligt at inddrive en vigtig skatteindtægt: den såkaldte ”Gabelle du sel” (saltskat). Den 5. april 1731 blev tårnet indtaget af korsikanerne under deres oprør mod Genova. Paoli fik det styrket for at kunne beskytte de nybyggede Palazzu (borgerhuse). Det blev dog senere indtaget af franske tropper, og den 25. maj 1769 satte D'Arcambal sig endegyldigt i besiddelse af l'Île-Rousse. Tårnet blev inddraget og omdannet til krudtmagasin for militæret.

Den 2. august 1778 ramte et lyn krudttårnet, hvilket fremkaldte en gigantisk eksplosion, der ødelagde en del af kvarteret. Abedden Don Antonio Orticoni, der var tidligere miltærpræst, skriver i sine erindringer: 
| Citat | ”...fem mænd og en kvinde mistede livet, for slet ikke at tale om de talrige sårede” | Citat |
|       |                                                                                      |       |

 Tårnet blev genopbygget, nu to meter lavere, sådan at man fik et nyt krudtmagasin.
I 1900 blev de militære bygninger opkøbt af bystyret. I 1943 blev tårnet kortvarigt brugt som fængsel for dem, der var tilbageholdt under mistanke om kollaboratørvirksomhed under besættelsen. Senere har det været brugt som udstillingslokale for de sager, der blev fundet ved de arkæologiske undersøgelser af havbunden.
Toldvæsnet havde deres kontor i den tidligere kaserne ved siden af tårnet (den er i dag rådhus) og et læhus ved bunden af af den lille bugt bag fyrtårnet på Pietra.

### Kasernen, der blev rådhus
Den militære bygning blev opført i årene efter 1765 samtidig med en lille havn (den nuværende fiskerihavn) på Pasquale Paolis initiativ, for han ønskede at befæste Scalo, som l'Île Rousse hed på det tidspunkt. Da øen kom under fransk militærforvaltning i 1768, blev kasernen omdøbt til ”Vaux” til ære for Greven af Vaux, som havde gennemført erobringen af Korsika i 1769. Af samme grund bar l'Île-Rousse også selv navnet ”Ville de Vaux”.
Kasernen har tjent som tilholdssted for forskellige garnisoner, genovesiske, korsikanske og franske. Den husede toldadministrationens personale indtil slutningen af det 1900-tallet, da man ophørte med at indkassere toldafgifter. Bygningen blev senere restaureret og er nu rådhus. Dens omgivelser, esplanaden og en platform, blev omlagt samtidig med restaureringen af Scalotårnet.

### Mindesmærke for de faldne
Mindesmærket er for de faldne under verdenskrigene i 1914-1918, 1939-1945 og i kolonikrigene i Indokina. Det er et arbejde af Antoniucci Voltigero, også kaldet ”Antoniucci Volti”, der står over for rådhuset i L'Île-Rousse på en stor, havnenær plads, som ofte besøges af folk, der spiller petanque.

### Place Paoli
Paolipladsen blev skabt i 1834 efter den anden udvidelse af byen, og den er siden blevet byens centrum. På stedet står en buste af Pasquale Paoli, byens grundlægger.

### Andre steder og monumenter
- La Baigneuse (”Den badende kvinde”) på Paolipladsen. Skulpturen er et værk af kunstneren Antoniucci Voltigero, kaldet ”Antoniucci Volti”.
- Vindmøllen blev opført i 1803 og var beregnet til at formale hvede. Den er et minde om landbrugets fortid i dette område.

### Billeder
- Den overdækkede markedsplads.
- Lystbådehavnen.
- Scalotårnet.
- Scalotårnet og Notre-Dame-gaden.
- Vejen til havnen.
- L'Ile-Rousses strand.
- Panorama over l'Ile-Rousse set fra Pietra-øen.

### Kulturel arv
Kulturpolitikken i L’Ile-Rousse følger tre hovedlinjer:
At gøre kulturen til et støttepunkt for et bedre fællesskab: støtte til kulturelle begivenheder, værdsættelse af mindesmærker over stedets fortid og spredning af kendskabet til disse steder gennem forskellige kommunikationsmidler (IT, plakater, guider,…).
At bevare og udvikle den korsikanske identitet: værdsættelse af den korsikanske arv, det være sig den materielle (bygninger, møbler, kunstværker osv…) eller den åndelige (koncerter på korsikansk, chjama è rispondi (en speciel korsikansk, enstemmig og improviseret sangform), kunstneriske arbejder, vidensopsamling, traditioner, osv…), og fremme af kontakter, især med landene i Middelhavsområdet.
At støtte og tilskynde en moderne fællesskabsdynamik og skabelse af en bæredygtig udvikling: støtte til skabende kunst (audiovisuel, digital) og kunstnere (musikere, sangere, malere, kunsthåndværkere), opmuntring af al slags kunst, som bruger det korsikanske sprog, gennem udvikling af fælleskabsprojekter centreret om Pasquale Paoli, det nationale symbol.
Begivenheder som ”A Fiera di Lisula” (den første weekend i oktober), ”I Scontri di u libru” (begyndelsen af juli), natlige optrædener (sommersæsonen), cafétjenernes væddeløb (slutningen af august), og julemarkedet øger bredden i de mange aktiviteter, som bliver tilbudt fra foreninger og bystyret.

### Naturarv
L'Île-Rousse har ingen beskyttede eller forvaltede naturområder, hverken naturområder af økologisk, floristisk eller zoologisk interesse eller Natura 2000-områder.

### Personer med tilknytning til kommunen
- Pasquale Paoli.
- Jean-Noël Savelli: Fregatkaptajn.
- Arena-brødrene: Barthélemy var deputeret fra Korsika og medlem af tre forsamlinger under den franske revolution, og François, som var brigadegeneral og senere deputeret for Korsika under Direktoriet.
- Pierre Pasquini, forhenværende minister og borgmester.
- Don-Gregorio Salvini, oprindelig fra Nessa (1696-1789), var abbed. Han sejlede to gange våben og ammunition til L'Île-Rousse (maj og juli 1736), hvor de var bestemt for Théodore de Neuhoff, kongen af Korsika. Han skulle senere blive deputeret for det vestlige Balagna.
- Mattei-brødrene, som nedstammede fra familien Mattei, der var kommet til byen på opfordring fra Pasquale Paoli. Den ene blev den sidste guvernør for Madagascar, den anden ministeriel kabinetschef og generalråd for l'Île-Rousse.
- Michel-Claude Weiss er arkæolog og professor i forhistorie ved Korsikas universitet (Corte), og han opmålte øens arkæologiske steder. Han var med ved afsløringen af ”Fruen fra Bonifacio”, det ældste skelet, der er fundet på Korsika. Han er ligeledes forfatter til talrige værker og videnskabelige artikler.
- Jean-Joseph Allegrini Simonetti er nuværende (2015) borgmester i L'Ile-Rousse, og efterfølger af François Ferrandini.

## Mere læsestof

### Eksterne links
- Officiel hjemmeside for L'Île-Rousses borgmesterkontor (fransk).
- Officiel hjemmeside for turiskontoret i L'Île-Rousse Arkiveret 26. juni 2015 hos  Wayback Machine (fransk).